# سیارک ۱۳۹۰۲۸
سیارک ۱۳۹۰۲۸ (به انگلیسی: 139028 Haynald، نامگذاری:2001DL89) صد و سی و نه هزار و بیست و هشتمین سیارک کشف شده‌است که در ۲۸ فوریه ۲۰۰۱ کشف شد.